# مستهلة

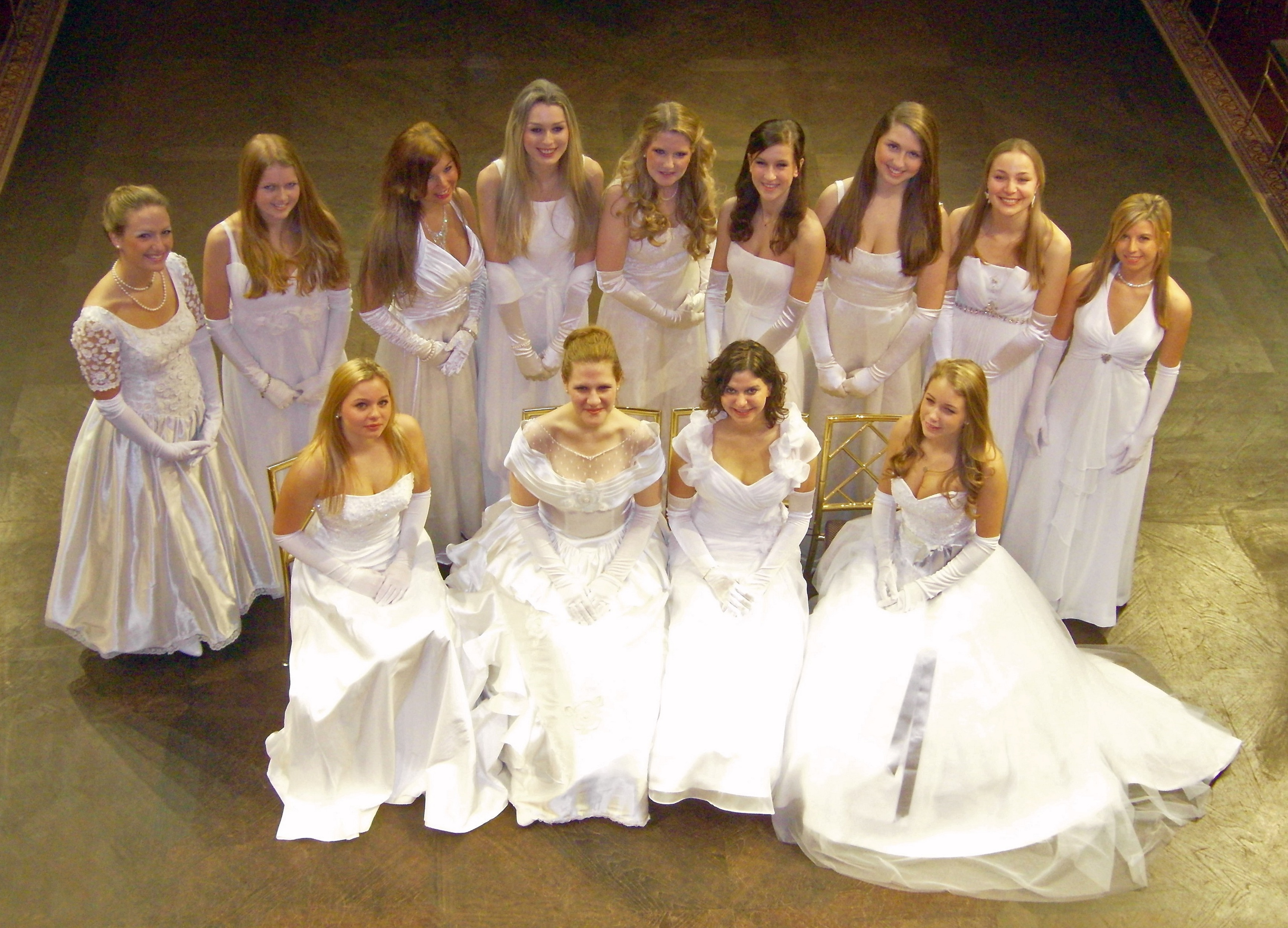
مستهلاتٌ في حفلة الاقحوان في ميونيخ (2012)

المُستهلَّة هي امرأة شابة من عائلة أرستقراطية أو طبقة عليا وصلت إلى مرحلة النضج وتظهر للمجتمع من الآن بالغةً ويغلب أن يكون ذلك عبر حفلة المستهلات الراقصة. كان المصطلح في الأصل يعني أن الفتاة بلغت من العمر الزواجَ وكان عرضها على العزاب المؤهلين وأسرهم جزء من غرض تقديمها بهدف الزواج ضمن دائرة محددة.